# Sławomir Jan Piechota
Sławomir Jan Piechota (Tomaszów Mazowiecki; 1 de Janeiro de 1960 —) é um político da Polónia. Ele foi eleito para a Sejm em 25 de Setembro de 2005 com 7281 votos em 3 no distrito de Wrocław, candidato pelas listas do partido Platforma Obywatelska.